# یک بام و دو هوا (فیلم)
یک بام و دو هوا تله‌فیلمی ایرانی به کارگردانی انوشیروان حداد و محصول سال ۱۳۸۷ است.

## خلاصه داستان
یک زن و شوهر که در مسیر زندگی بر سر مسائل مالی دچار اختلاف می‌شوند، برای جدا شدن به دادگاه خانواده مراجعه می‌کنند. درست زمانی‌که قرار آنها برای زمان دادگاه و اجرای حکم طلاق گذاشته می‌شود، دچار یک سانحه می‌شوند و به خاطر ضربه‌ای که به سر هر دو می‌خورد، دچار فراموشی می‌شوند و...

## منبع
1. ↑  «زندگی یک زوج در «یه بوم و دو هوا»». جام جم.
2. ↑  «خیراندیش و مطیع در "یک بام و دو هوا" همبازی شدند». خبرگزاری مهر.[پیوند مرده]
3. ↑  «چهره نامه؛ هشت نه، ولی هفت آره». همشهری.
4. ↑  «پخش «سرشاخ» و «یک بام و دو هوا» در شبکه سه». خبرگزاری فارس. بایگانی‌شده از اصلی در ۴ مارس ۲۰۱۶. دریافت‌شده در ۳ آوریل ۲۰۱۳.